# Rzesznikowo
Rzesznikowo [pronunciación en polaco: /ʐɛʂniˈkɔvɔ/] (en alemán: Reselkow) es un pueblo situado en el municipio (gmina) de Rymań, en el distrito de Kołobrzeg, voivodato de Pomerania Occidental, Polonia. Según el censo de 2011, tiene una población de 493 habitantes.
Está situado aproximadamente a 4 kilómetros al sudoeste de Rymań, a 27 kilómetros al sur de Kołobrzeg y a 83 kilómetros al noreste de la capital regional, Szczecin.
Hasta 1945 el área era parte de Alemania. 